# Neuillé-Pont-Pierre
Neuillé-Pont-Pierre là một xã thuộc tỉnh Indre-et-Loire trong vùng Centre-Val de Loire ở miền trung nước Pháp. Theo điều tra dân số năm 2006 của INSEE có dân số 1930 người. Xã nằm ở khu vực có độ cao từ 75-135 mét trên mực nước biển.